# Királyok völgye 29
A Királyok völgye 29 (KV29) egy egyiptomi sír a Királyok völgye keleti völgyében, a délnyugati vádiban. Feltáratlan, belseje nem ismert. Bejárata négyszögletes bejárati akna, Arthur Weigall leírása szerint valószínűleg csak egy kamrából áll és díszítetlen. Valószínűleg nem királyi sír.

## Külső hivatkozások
- Theban Mapping Project: KV29